# صناعة النفط في المكسيك

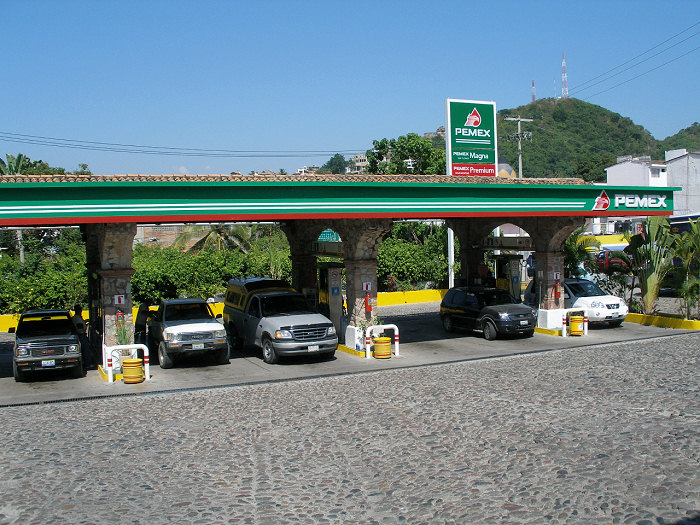

إن صناعة النفط في المكسيك جعلتها تحلّ في المرتبة الحادية عشرة من حيث إنتاج النفط في العالم والثالثة عشر من حيث صافي الصادرات. تمتلك المكسيك سابع أكبر احتياطي نفطي في العالم، وهي رابع أكبر منتجٍ للنفط في نصف الكرة الغربي بعد الولايات المتحدة وكندا وفنزويلا. إن المكسيك ليست عضوًا في منظمة البلدان المصدّرة للنفط (أوبك) أو في أي منظماتٍ ذات صلة بإنتاج النفط، ولكنها أصبحت عضوً في اتفاقية التجارة الحرّة لأمريكا الشمالية منذ عام 1994.
يعتبر قطاع البترول قطاعًا بالغ الأهمية للاقتصاد المكسيكي. ورغم انخفاض إنتاج النفط في السنوات الأخيرة، لا تزال عائدات النفط تحقّق أكثر من 10% من عائدات الصادرات المكسيكية. توفّر الضرائب المرتفعة على عائدات شركة بيميكس (نفط المكسيك) حوالي ثلث جميع عائدات الضرائب التي جمعتها الحكومة المكسيكية.

## تاريخ صناعة النفط في المكسيك

### تطوّر صناعة النفط في المكسيك قبل عام 1938
عُثِر على النفط في المكسيك قبل وصول الإسبان وكان يستخدمه السكان الأصليون للبُخور وإصلاح الزوارق. في الحقبة الاستعمارية المكسيكية (1521-1821)، فقد أصحاب المزارع ماشيتهم بسبب حُفر القطران في منطقة ساحل الخليج، لذلك كان يعتبر النفط أكثر خطورةً من أن يعتبر موردًا قيّمًا. نقّب رجال الأعمال الأمريكيين عن الآبار الاستكشافية لأول مرة في المكسيك في عام 1869.
جرى تطوير النفط بالتزامن مع تطوير نظام السكك الحديدية في المكسيك في ثمانينيات وتسعينيات القرن التاسع عشر، مما سمح بوصول النفط إلى أسواق التصدير؛ إذ لم يكن هناك سوقٌ داخلي للنفط المكسيكي ولم يكن هناك وسيلة لتصدير النفط بسهولةٍ قبل ذلك. بدأ الإنتاج التجاري للنفط الخام في المكسيك بحلول عام 1901. أقدم رائد الأعمال النفطي في ولاية كاليفورنيا إدوارد لورينس دوهيني على افتتاح حقل نفط إيبانو على طول السكة الحديدية المركزية المكسيكية.
أصدر المجلس التشريعي لولاية فيراكروز قانونًا بعنوان Ley sobre subdivision de la propiedad (قانون التقسيم الفرعي لممتلكات الإقليم)، والذي بموجبه منحت الدولة سندات ملكية لأصحاب الملكية الخاصة في عام 1889. أتاحت خصخصة الأراضي للدولة بالإعلان عن أي أرضٍ لم تجرِ خصخصتها لتصبح أراضٍ عامّة. مرّر الكونغرس المكسيكي Ley de Colonización (قانون الاستيطان) في عام 1883، الذي سمح لشركات الأراضي الخاصة بمسح الأراضي العامة لغرض التقسيم والاستيطان. وفي ما يتعلّق بعمل تلك الشركات الخاصة في مسح هذه الأراضي العامة، ستحصل على ثلث الأراضي التي مستحها، ومنحتهم الفرصة لشراء الثلثين المتبقيين بتكلفةٍ منخفضة جدًا. أتاح هذا القانون لمسّاحي الأراضي بامتلاك أكثر من 132 مليون فدانٍ من الأراضي المكسيكية. اكتملت عملية إعادة التقسيم هذه بحلول أوائل القرن العشرين. قسّم القانون الأراضي المشاع السابقة والعقارات الكبيرة إلى قطع أراضٍ صغيرة يملكها القطاع الخاص. إن التعامل مع ملّاكي الأراضي الخاصة سهّل على شركات النفط الأجنبية شراء أو استئجار الأراضي النفطية. اعتبر العديد من مالكي العقارات أن المكافأة الأولية التي حصلوا عليها مقابل تأجير ممتلكاتهم هي «الأموال التي من السهل كسبُها». سمح عقد إيجار النفط النموذجي لأصحاب العقارات بالبقاء على الأرض في حال لم تبدأ الشركة في إنتاج النفط من الأرض خلال مدّة عقد الإيجار، وبمغادرة الشركة عادةً بعد خمس سنوات، يكون لا يزال بحوزة المالك المكافأة المالية للإيجار.
اكتشف رجل الأعمال البريطاني ويتمان بيرسون النفط في سان دييغو دي لا مار في يوليو 1908، وهي ملكية مشتركة، جرى تقسيمها إلى 87 قطعة أرضٍ فردية، بسبب خصخصة الأراضي. تعاقد الرئيس بورفيريو دياث مع البريطاني ويتمان بيرسون في عام 1889، لهندسة العديد من المشاريع الكبرى في المكسيك، مثل مدّ شبكات الصرف الصحي لمدينة مكسيكو، وتجريف ميناء فيراكروز، وبناء خط سكّة حديد فيرا كروز تيهوانتيبيك إسثموس الجنوبي. كما عمد الرئيس المكسيكي بورفيريو دياث على تشجيع بيرسون على تطوير الاحتياطيات النفطية، مما أدّى إلى النجاح الباهر الذي حقّقته شركة النفط المكسيكية «إيل أغويلا»، واستغلال احتياطيات بوتريرو ديل لانو التي تقع بالقرب من مركز المدينة الساحلية تشوبان الواقعة قرب مركز خليج المكسيك.
وقد زاد هذا من التهافت الكبير لشركات النفط الأجنبية على الأراضي. تمكّنت الشركتان الرئيسيتان إدوارد دوهينيز هواستيكا بتروليوم وشركة ويتمان بيرسون إيل أغويلا من تأمين كمٍّ كبير من حقوق ملكية الأراضي من خلال الملكية والاستئجار. امتلكت أو استأجرت شركة هوستيكا للنفط 1223780 فدانًا، وشركة إيل أغويلا 1890286 فدانًا على التوالي بحلول عام 1922. باع بيرسون بعد ذلك أسهمه في «إيل أغويلا» إلى شركة رويال داتش شل، على الرغم من أن «إيل أغويلا» كانت لا تزال تستحوذ على غالبية المستثمرين البريطانيين. أصبحت المكسيك دولةً مصدّرة للنفط في عام 1911، حيث غادرت أول شحنةٍ ميناء تامبيكو الواقع على ساحل الخليج.
منحت المادة 27 من دستور عام 1917 الحكومة المكسيكية الحقوق الدائمة والكاملة لجميع موارد باطن الأرض. وهذا من شأنه أن يتسبّب بحدوث خلافاتٍ بين الحكومة المكسيكية والشركات الأجنبية، و«يُرسي الأساس لصراعٍ مدّته 21 سنة» بين المكسيك وشركات النفط الأجنبية. تساءلت شركات النفط الأجنبية عما إذا كانت المادة 27 سيجري تطبيقبها بأثرٍ رجعي، مما يؤدّي إلى مصادرة الحكومة المكسيكية لحقوق النفط. كانت الولايات المتحدة مهتمّة بالاستنفاد السريع لموارد النفط المحلية عند نهاية الحرب العالمية الأولى. ارتفعت واردات الولايات المتحدة من النفط الخام، وكان معظمها تقريبًا من المكسيك، بسرعةٍ من 30 مليون برميل في عام 1917، إلى أكثر من 100 مليون برميل سنويًا من عام 1920 حتى 1922، قبل أن تنخفض. ازداد الطلب على واردات النفط المكسيكية من خلال محافظة الولايات المتحدة على حركة النفط. رأت الولايات المتحدة في النفط المكسيكي فرصةً سانحة، ودعمت حكومة الولايات المتحدة بقوّة المصالح التجارية الأمريكية.
أصدر الرئيس بلوتاركو إلياس كاليس مرسومًا في عام 1925 يقضي بأنه على شركات النفط الأجنبية تسجيل صكوك ملكيتها وقَصَرَ امتيازاتها على خمسين عامًا.
بدءًا من عام 1918 تربّعت المكسيك في المرتبة الثانية بعد الولايات المتحدة في إنتاج النفط وقادت العالم في صادرات النفط وامتدّ ذلك حتى عشرينيات القرن العشرين. كان إنتاج النفط والصادرات من عام 1921 حتى 1925 قد وصل إلى مستوياتٍ تاريخية مرتفعة. بلغ الإنتاج في براميل (42 جالونًا لكل برميل) 193 مليون برميل، مع صادراتٍ بلغت 172 مليون برميل. انخفض الإنتاج والصادرات كل عام حتى عام 1925، عندما كان الإنتاج 116 مليون برميل، وصادراتٍ بلغت 97 مليون برميل. انخفض الإنتاج إلى ما دون 100 مليون برميل في عام 1926، وانخفض صافي الصادرات إلى ما دون 10 ملايين برميل في عام 1942.
في ثلاثينيات القرن العشرين، ونتيجةً للكساد الاقتصادي العالمي، ونقص الاكتشافات النفطية الجديدة، وزيادة الضرائب، وعدم الاستقرار السياسي، وبروز فنزويلا كمصدْرنفطٍ مرغوبٍ أكثر، انخفض الإنتاج إلى 20% فقط من المستوى الذي كان عليه في عام 1921. بدأ الإنتاج في التعافي مع اكتشاف حقل بوسا ريكا عام 1932 بالقرب من فيراكروز، والذي سيصبح المصدر الرئيسي للنفط في المكسيك للعقود العديدة التالية.